# Alexis Zapata Meza
Alexis Zapata Meza (Montería, Córdoba, 13 de noviembre de 1952-Montería, Córdoba, 24 de mayo de 2018) fue un escritor y antropólogo colombiano. Fue sobrino del también escritor Manuel Zapata Olivella y la folclorista Delia Zapata Olivella.

## Reseña biográfica
Se graduó como antropólogo de la Universidad del Cauca en 1980 y como especialista en Gestión Pública de la Escuela Superior de Administración Pública-ESAP. Trabajó ocasionalmente como profesor universitario a inicios de los años 90 en Montería y como profesional especializado en el área cultural de la Gobernación de Córdoba por 25 años.
Así mismo, hizo parte del grupo de investigadores en el proyecto Mapa Cultural del Caribe Colombiano en 1993. Esta investigación interdisciplinaria registró y analizó los procesos de la formación de la región Caribe colombiana, desde una perspectiva histórica, política y cultural. La contribución de Alexis Zapata Meza se enfocó en examinar los procesos de poblamiento del departamento de Córdoba al norte de Colombia.
Durante décadas, Zapata Meza perteneció a varias tertulias literarias en la ciudad de Montería, en especial “Los últimos Zenúes” y el “Bocachico Letrado”. En este último grupo participó desde su fundación en el año 2008 hasta 2018.
Alexis Zapata Meza murió en Montería en mayo del 2018.

## Obra, tema y géneros literarios
La obra literaria Zapata Meza es versátil, incluye novelas, cuentos, poemas y ensayos. Si bien su estilo y temas fueron variados, los conflictos socioculturales del Sinú colombiano es el tópico aglutinador de su trabajo literario, pues su formación como antropólogo lo llevó a explorar las estructuras profundas de la sociedad sinuana y los procesos históricos que conformaron su ethos cultural. Su obra es una lectura analítica y crítica de las herencias y sincretismos culturales indígenas, africanas, españolas y árabes, que se encuentran y confrontan desde la época colonial en el Caribe colombiano. Su contribución se centra en registrar y narrar, a modo de memoria etnohistórica literaria, el entramado sociocultural de la región sinuana.
Desde los años 80, varios de sus poemas, cuentos y ensayos fueron publicados en revistas y libros, tales como Poetas de abril; Veinte asedios al amor y a la muerte; Cuentos sin cuenta y Antología del Cuento Costeño. Publicó también ensayos sobre cultura popular y poemas en la revista Milenio y en Manexca de la ciudad de Montería.
Su primera novela, El Tallador de Santos, fue publicada en 1996 e indaga en la identidad sinuana, en la que confluyen la herencia indígena zenú y la hispánica en una mezcla cultural llena de contradicciones y conflictos. Los personajes y narrativa de esta novela discurren entre el lenguaje patrimonial y relatos llenos de la mitología, el paisaje y cultura del Sinú. Caballero de la Hoz sostiene que “la obra de Alexis Zapata Meza denota una profunda intención de indagar por la identidad del hombre del Sinú” (Pág. 100)
En el 2012 publica el Poema Post-Épico Deciderio Verano, con el cual gana el Premio Nacional de Poesía Manuel Zapata Olivella ese mismo año. Es un poema extenso y exploratorio de la etnohistoria, nuevamente, de la sociedad y cultura sinuana. Si bien no es un trabajo académico, sí es una obra erudita que usa referencias históricas y antropológicas para descubrir la naturaleza y origen del espíritu fragmentado y resistente del hombre sinuano como un sujeto social e histórico.
En 2016 es publicado su primer libro de cuentos, Los Oficios del Infierno. Aquí, Zapata Meza pinta un paisaje de personajes e historias locales de Montería, una ciudad con rasgos de una modernidad tardía y sitiada por la violencia estructural del siglo XX. Con este escenario, y con una narrativa ligera y poco retórica, cada cuento ayuda a desenredar la madeja histórica de esta pequeña ciudad del Caribe colombiano.
Alexis Zapata Meza preparaba algunos libros para publicar. En el 2019 se editó y publicó su libro póstumo Textos olvidados de Tío Conejo.